# Rowlandius engombe
Espèce
Rowlandius engombe est une espèce de schizomides de la famille des Hubbardiidae.

## Distribution
Cette espèce est endémique du Distrito Nacional en République dominicaine,. Elle se rencontre vers Engombe.

## Description
Le mâle holotype mesure 3,50 mm, les mâles mesurent de 3,10 à 3,55 mm et les femelles 3,30 à 3,50 mm.

## Étymologie
Son nom d'espèce lui a été donné en référence au lieu de sa découverte, Engombe.

## Publication originale
- Armas & Antun, 2002 : Tres especies nuevas de Rowlandius (Schizomida: Hubbardiidae) de República Dominicana, Antillas Mayores. Revista Iberica de Aracnologia, vol. 5, p. 11–17 (texte intégral).